# Malo Lešče
Malo Lešče – wieś w Słowenii, w gminie Metlika. W 2018 roku liczyła 29 mieszkańców.